# Holochelus zimmermanni
Holochelus zimmermanni är en skalbaggsart som beskrevs av Nonveiller 1965. Holochelus zimmermanni ingår i släktet Holochelus och familjen Melolonthidae. Inga underarter finns listade i Catalogue of Life.